# Jan Jamiński
Jan Jamiński, ps. „Franek”, „Zygmunt” (ur. 7 lipca 1905 w Czułczycach, zm. 27 stycznia 1952) – polski działacz komunistyczny.

## Życiorys
Syn Michała. Od 1929 do 1938 należał do Komunistycznej Partii Zachodniej Ukrainy. Wstąpił do Polskiej Partii Robotniczej i był słuchaczem Centralnej Szkoły PPR w Łodzi od stycznia 1948 do lipca 1948. Był II sekretarzem Komitetu Miejskiego PPR w Świdnicy od lipca do października 1946, następnie i sekretarzem KM PPR w Kamiennej Górze od października 1946 do stycznia 1948 oraz instruktorem Wydziału Organizacyjnego Komitetu Centralnego PPR w Warszawie od 15 sierpnia 1948. Później został działaczem utworzonej w grudniu 1948 Polskiej Zjednoczonej Partii Robotniczej i pełnił funkcję kierownika Biura Listów i Inspekcji w KC PZPR od maja 1949 do śmierci 27 stycznia 1952.
Został pochowany w Alei Zasłużonych na Cmentarzu Wojskowym na Powązkach w Warszawie (kwatera A26-tuje-26).
Postanowieniem prezydenta Bolesława Bieruta z 28 stycznia 1952 został pośmiertnie odznaczony Orderem Sztandaru Pracy I klasy za wybitne zasługi w pracy politycznej i społecznej.